# هيذر كنوتسون
هيذر كنوتسون  (بالإنجليزية: Heather A. Knutson)‏ هي عالمة فيزياء فلكية وأستاذة في معهد كاليفورنيا للتكنولوجيا في شعبة العلوم الجيولوجية والكوكبية،  وتركز أبحاثها على دراسة الكواكب الخارجية وتكوينها وتشكيلها، فازت بجائزة نيوتن لاسي بيرس من الجمعية الفلكية الأمريكية في علم الفلك لعملها في الأجواء الخارجية.
مجلة بوبيولار ساينس تقول أنها «أول خبير في الأرصاد الجوية، وتحديد درجة الحرارة المحلية، والطقس، وحتى تكوين الغلاف الجوي».

## المهنة الأكاديمية
كطالبة جامعية في قسم الفيزياء في جامعة جونز هوبكنز، عملت كنوتسون بدوام جزئي كمتدربة في معهد علوم تلسكوب الفضاء، في عام 2004م تخرجت بدرجة البكالوريوس في الفيزياء مع كل من الأوسمة في الإدارات والجامعات.
تابعت مرحلة الدكتوراه في عام 2009م، وحصلت على لقب دكتوراه الفلسفة في علم الفلك من جامعة هارفرد في عام 2009م،  اكتشافها الأخير هو أن ما يقرب من نصف الأنظمة التي تأوي الكواكب العملاقة للغاز لديها الصحابة الضخمة البعيدة تدور حولها، وهي النتيجة التي تدعم كذلك فكرة الهجرة الكوكبية في تشكيل كوكب المشتري الساخن.

## الجوائز
- جائزة مؤسسة العلوم الوطنية المهنية (التطوير الوظيفي المبكر للكلية)، 2016
- جائزة نيوتن لاسي بيرس في علم الفلك، الجمعية الفلكية الأمريكية، 2015[11]
- ألفريد ب. سلون زميل أبحاث في الفيزياء، 2015[12]
- جائزة اني جامب كانون لعلوم الفلك، مجتمعة أمريكيّة فلكيّة، 2013[13][13]
- مركز هارفارد سميثسونيان للفيزياء الفلكية، جائزة بارت ج. بوك، 2012
- زمالة طلاب الإطفاء في جامعة هارفارد، 2009
- زمالة هارفارد للجدارة، 2008
- زمالة بحوث الدراسات العليا في المؤسسة الوطنية للعلوم، 2004[14]

## الوصلات الخارجية
- Official website